# 引渡法
引渡是一個國際執法的概念，指一個司法管轄區將在另一個司法管轄區被指控或被定罪的人，移交給當時國的執法部門的行動。引渡是兩個司法管轄區之間的合作執法程序，具體安排取決於它們之間所做的決定。除了程序上的執行外，引渡還涉及將被引渡人的監護權實際移交給請求引渡的司法管轄區當局。在引渡過程中，一個主權管轄區通常會向另一個主權管轄區提出正式請求，如果在被請求國境內發現逃犯，則請求國可以逮捕逃犯並對其進行引渡程序，引渡程序取決於被請求國的法律和慣例。通常兩司法轄區之間要簽有引渡條約或協議方可引渡。
引渡並不存在國際共識，引渡行為只是不同主權國家間的私自協議和合作。由於引渡並沒有國際法的管轄，因此在執行過程中相當容易起爭端，而且容易被政治化，像例如一些廢除死刑國家會拒絕將罪犯引渡至有死刑的國家。歷史上有多次無死刑的國家拒絕將犯了死罪的罪犯引渡回有死刑的國家受審的實例；而對這種爭端的顧慮，曾使得盧安達國會於2007年投票表決廢除死刑，而這是因為一些盧安達大屠殺的發動者逃到會拒絕將罪犯引渡至有死刑的國家之故。

## 引渡條約或協定
現時國際法並沒有引渡的共識，即一個國家並沒有義務將被指控的罪犯移交給外國，這是因為國家主權的原則是每個國家都有合法權力，對其境內的人民進行司法管轄。由於沒有國際法的引渡規則，以及國家希望將此類罪犯引渡回國的渴望，導致了一系列主權國家間的引渡條約或協定的形成。不過即使沒有適用的引渡協議，主權國家仍然可以請求其他主權國家進行引渡，同樣許多國家的刑事訴訟法允許在沒有引渡協議的情況下進行引渡，不過這決定沒有法律上的強制性，純粹是兩國之間的自願合作。
目前世界沒有任何國家可以與所有國家定下引渡條約，比如美國與中國、俄羅斯、納米比亞、阿拉伯聯合酋長國、朝鮮、巴林和許多其他國家都沒有引渡條約，這些國家沒有義務將被指控的罪犯移交給美國。引渡條約有兩種類型：清單條約和雙重犯罪條約。 最常見和最傳統的是清單條約，條約包含嫌疑人的罪行清單從而引渡被請求國進行引渡。另一種雙重犯罪條約則是如果嫌疑人在兩國都判處一年以上監禁，則允許進行引渡。一般來說，引渡條約要求尋求引渡的國家能夠證明：
- 相關罪行足夠嚴重

- 存在表面證據確鑿的案件
- 該事件在兩國都屬於犯罪行為
- 被引渡者可以合理地在接受國受到公正審判
- 受到懲罰將與罪行成比例

## 限制
如果被請求國的政府認為嫌疑人是因政治犯罪而被通緝，則可能會拒絕引渡請求。另外有許多國家會拒絕引渡有可能被判處死刑嫌疑人，這些國家包括墨西哥、加拿大和大多數歐洲國。在Soering訴英國案一案中，歐洲人權法院認為在死刑案件中將一個人從英國引渡到美國違反了《歐洲人權公約》第3條，因此拒絕引渡，公約的締約方也不能在人員極有可能遭受不人道或有辱人格的待遇或處罰的情況下將他們引渡。而對拒絕引渡的顧慮，也是盧安達於2007年廢除死刑的重要原因。這些限制通常在政府同意的引渡條約中明確規定，不過在國際間經常會受到挑戰，比如美國政府曾多次向這些國家施加壓力，要求它們修改法律，有時甚至無視其法律，要求在違反條約的情況下進行引渡，著名的例子是吳志達案。這案件引起了加拿大和美國的外交糾紛，最終迫于美方的壓力，加拿大在1991年將吳志達引渡回美國受审。
一些國家不允許引渡自己國民，比如法國、俄羅斯聯邦、奧地利、中國和日本製定了禁止引渡本國公民的法律，德國和以色列等一些國家的憲法不允許引渡本國公民。這種限制在國家偶爾會引起爭議，例如當一名法國公民在國外犯罪然後返回本國後，因为法國禁止引渡國民，所以罪犯就有機會可以避免被起訴。不過這些國家通常會將其刑法適用於海外公民，並根據本國法律審判涉嫌在國外犯罪的公民。 這些嫌疑人通常會被起訴，就好像犯罪發生在該國境內一樣。

## 爭議

### 引起外交關係緊張

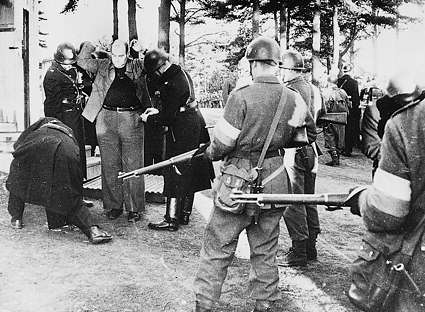
1946年1月，瑞典將德國和波羅的海士兵引渡到蘇聯。

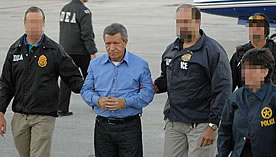
卡利集團主腦米蓋爾・羅德里奎茲・奧雷胡埃拉從哥倫比亞引渡到美國。

引渡由於關連兩個、甚至更多不同的主權國家，因此當一個國家拒絕將嫌疑人或罪犯引渡到另一個國家時，有可能會導致國際關係緊張。 通常，被拒絕引渡的國家會指責對方國家出於政治原因拒絕引渡（無論這是否合理），引起外交關係緊張，而一個國家是否維持死刑，是引渡引發政治爭議的主要理由之一。

#### 艾拉·艾因霍恩案
其中一個典型的例子是艾拉·艾因霍恩案，他因謀殺案被美國通緝並要求法國對其進行引渡。由於艾因霍恩要回美國後就有機會被判死刑，而法國和其它大多數廢除死刑的國家一樣，除非對方保證不會將被告判處死刑，才會願意引渡被告至保有死刑的司法轄區內。
1997年艾因霍恩在法國香檳穆通被捕，他在當地生活使用的化名是尤金·馬龍（Eugène Mallon）。整個引渡過程隨著時序推移日益複雜。美法之間的引渡條款中，兩國各自在某些情況下有權拒絕引渡，而艾因霍恩也用盡各種辦法阻止自己被引渡回國——儘管賓州當局表明謀殺案發生當時，賓州並無死刑制度，法艾因霍恩不會被判處死刑，但接下來艾因霍恩便以法國法律中「被告於審判中缺席，未能出庭辯解」的規定向歐洲人權法院要求重審。最終法國波爾多上訴法院亦據此拒絕進行引渡。法國法院判決公布後，35位美國國會議員便連署致信施壓時任法國總統雅克·希拉克，要求引渡艾因霍恩，引起兩國的外交紛爭。

#### 羅曼·波蘭斯基案
另一個長期存在的例子就是羅曼·波蘭斯基案。1977年，當時43歲的波蘭斯基在洛杉磯藉由灌酒、下藥，性侵1名13歲少女蓋利。波蘭斯基被捕後與美國檢方達成認罪協商，然而1978年2月1日，法院判決前夕，他潛逃至歐洲，美國加利福尼亞州因此對其提出了20多年的引渡要求。波蘭斯基2009年9月26日前往瑞士領獎時被瑞士警方被捕，但隨後瑞士表示找不到充分的司法理由來支持美國的要求，正式拒絕美國的引渡要求，解除了對波蘭斯基的一切人身限制。

#### 史諾登披露稜鏡計劃案
2013年5月20日，前美國中央情報局職員愛德華·斯諾登飞抵香港，将美国政府祕密對全球展開大規模監視一事披露了给《卫报》。由於計劃規模之大，立即引起國際哄動。美國隨即發出對斯諾登的拘捕令，並要求香港特區政府拘捕斯諾登並引渡返美國。香港政府以美國提供資料不足為由沒有拘留斯諾登，其後斯諾登在6月23日自行离开香港乘机飞往俄罗斯。事後，美國政府不滿特區政府做法，指港方在拖延時間，更聲言事件將影響港人赴美免簽證的計劃。時任行政長官梁振英表示強調不能因為免簽證或重視關係，而容忍美方對香港收集數據的非法行為和入侵香港的電腦系統。同時又指斯諾登是「自行寻找合法和正常途徑，離開香港」，美國政府也未提供足夠的資料。在未獲得足夠資料及文件未全面符合香港法律要求下，香港並無法律依據限制斯諾登離境。

#### 華為财务长孟晚舟引渡案
2018年12月1日，華為董事會副主席孟晚舟在加拿大被捕，並被要求引渡到美國。中國政府隨即發表聲明，指控孟晚舟被捕是“嚴重侵犯中國公民合法合法權益，無法無天、無理無情、極其惡毒”並警告會有“嚴重後果”。中國駐加拿大大使盧沙野直接指責加拿大是“西方自負和白人至上”。其後雙方的外交紛爭不斷升級，令中美加三國的關係陷入低點。